# Edgar J. Goodspeed
Edgar J. Goodspeed (Quincy (Illinois), 23 ottobre 1872 – 13 gennaio 1962) è stato un teologo e biblista statunitense di religione battista.
Per vari anni ha insegnato all'Università di Chicago alla quale ha donato la sua ricca collezione di manoscritti dell'Antico Testamento, chiamata in suo onore.

## Biografia
Figlio del pastore e teologo battista statunitense Thomas W. Goodspeed (182-1927), segretario del senato accademico dell'Università di Chicago, e di sua moglie Mary Ellen Ten Broeke zur Welt, i suoi genitori provenivano entrambi da una famiglia sacerdotale che aveva dato vari pastori alla Chiesa Protestante Battista..
Appresa la lingua latina tramite le lezioni private, nel 1890 si laureò summa cum laude in antichità classiche alla Denison University di Granville, nel'Ohio. Dal 1890 al 1891 frequentò i corsi di lingue semitiche tenuti da William Rainey Harper all'Università di Yale. Quando questi fu nominato presidente dell'Università di Chicago, anche Goodspeed si iscrisse in tale ateneo. Nel 1897, vi conseguì il Bachelor of Divinity della facoltà teologica, e, nell'arco dei dodici mesi successivi, anche il PhD. Finita l'università, viaggiò per un biennio nei seguenti Paesi: Germania, Inghilterra, Paesi Bassi, Egitto, Palestina e Grecia.
Dal 1900 al 1915, Goodspeed insegnò materie neotestamentarie all'Università di Chicago e alla sua facoltà teologica, prima come assistente universitario e poi come professore associato. Dal 1915 al 1937 fu professore ordinario, titolare della cattedra di Nuovo Testamento e Greco della Koinè
Goodspeed si spense nel 1962 e fu tumulato nel Forest Lawn Memorial Park di Glendale, vicino a Los Angeles.

## Attività
Goodspeed è collocato al'interno dell'ala liberale del protestantesimo. A partire dal 1912 scrisse vari libri rivolti ai laici per iniziarli alla letteratura biblica.
È noto per le sue traduzioni The New Testament: an American Translation, pubblicata nel 1923, e The Bible, An American Translation, data alle stampe nel 1935 con John Merlin Powis Smith e ribattezzata la "Bibbia di Goodspeed".

Negli stessi anni, uscì la traduzione degli apocrifi che fu inclusa in The Complete Bible, An American Translation (del 1939). Infine, nel 1950 l'editore Harper & Brothers pubblicò il suo ampiamente annunciato The Apostolic Fathers: An American Translation.

## Premi e riconoscimenti
- 1928: Doctor of Divinity conferito dalla Denison University.

## Opere
- 1916 The Story of the New Testament
- 1931 Strange New Gospels
- 1933 The Short Bible, con J. M. Powis Smith,, University of Chicago Press
- 1934 The Story of the Old Testament
- 1936 The Story of the Bible
- 1937 An Introduction to the New Testament
- 1939 The Story of the Apocrypha (Deuterokanonische Schriften)
- 1940 How Came the Bible?, Abingdon-Cokesbury Press, 1955, Jove Pillar Books
- 1942 A History of Early Christian Literature, University of Chicago Press
- 1945 Problems of New Testament Translation
- 1946 How to Read the Bible
- 1950 The Apostolic Fathers: An American Translation, Harper & Brothers
- 1956 Modern Apocrypha, The Beacon Press
- 1962 The Twelve, The Story of Christ’s Apostles